# Stadtgrabenbrücke
Die Stadtgrabenbrücke ist eine Fußgänger- und Radfahrerbrücke in Lübeck.

## Lage
Die Stadtgrabenbrücke überspannt den Stadtgraben unweit der Musik- und Kongresshalle. Sie verbindet die Willy-Brandt-Allee auf der Wallhalbinsel mit der auf der auf dem Westufer des Gewässers liegenden Werner-Kock-Straße.

## Funktion
Hauptzweck der Stadtgrabenbrücke ist es, einen möglichst großen Teil des umfangreichen Fußgänger- und vor allem Fahrradverkehrs zwischen der Altstadt und der Fackenburger Allee sowie dem Hauptbahnhof zu übernehmen und dadurch von der Puppenbrücke und dem Lindenplatz fortzuleiten. Die Verknüpfung des durch die Brückenverbindung geschaffenen Verkehrswegs mit der Innenstadt erfolgt durch die Holstenhafenbrücke, die an der Musik- und Kongresshalle die Trave quert und zur Untertrave führt.

## Hintergrund
Die Puppenbrücke und der unmittelbar anschließende Kreisverkehr Lindenplatz sind bereits seit langem als insbesondere für Radfahrer schwierig und gefährlich bekannt. Die Puppenbrücke verfügt über fünf Fahrspuren für den starken Kraftfahrzeugverkehr, die einen Großteil des zur Verfügung stehenden Straßenraums belegen. Der nördliche Gehweg ist aus diesem Grunde zu schmal, um einen durch Markierungen abgeteilten Fahrradweg aufzunehmen. Stadtauswärts sind Radfahrer daher gezwungen, sich nach dem Ende des Radwegs am Holstentorplatz in den oftmals dichten Autoverkehr einzufädeln und, wenn sie in Richtung Bahnhof fahren wollen, zwischen den Autos die Fahrspur zu wechseln, um auf den Lindenplatz zu gelangen. Der Lindenplatz selber ist ein bekannter Unfallschwerpunkt, da hier häufig Radfahrer von Autos angefahren werden, die den Kreisverkehr verlassen oder in ihn einfahren. Versuche, die Gefahren durch verkehrslenkende Maßnahmen zu verringern, führten nicht zu erfolgreichen Resultaten.
Aufgrund dieser Probleme wurde bereits 1990 der Bau einer eigenen Fußgänger- und Radfahrerbrücke über den Stadtgraben ins Gespräch gebracht und während der folgenden Jahrzehnte von unterschiedlichen Seiten wiederholt vorgeschlagen, doch konkrete Schritte zur Umsetzung erfolgten lange Zeit nicht. Erst am 31. Januar 2019 beschloss die Lübecker Bürgerschaft, die Stadtverwaltung mit Planung und Errichtung der Brücke zu beauftragen. Am 21. Februar 2023 wurden mit Baumfällungen in den Uferbereichen die ersten vorbereitenden Maßnahmen durchgeführt, und am 1. November 2023 schließlich erfolgte der erste Spatenstich für die von Gerkan, Marg und Partner und Leonhardt, Andrä und Partner entworfene, 63,2 Meter lange und 6,5 Meter breite Dreifeld-Brücke. Nach der Fertigstellung der Widerlager und Brückenpfeiler wurden am 3. und 4. September 2024 die vorgefertigten stählernen Brückenteile eingehoben. Die endgültige Fertigstellung und die Freigabe für den Verkehr waren ursprünglich für Ende November 2024 geplant; umfangreiche Umplanungen des Straßenraums und teils widrige Witterungsbedingungen hatten zur Folge, dass die Eröffnung der eigentlich fertiggestellten Brücke im Dezember 2024 auf das Frühjahr 2025 verschoben wurde. Am Nachmittag des 17. April weihten Bürgermeister Jan Lindenau und Staatssekretär Tobias von der Heide die Stadtgrabenbrücke ein.